# Lawowanie

Japoński rysunek wykonany poprzez lawowanie tuszem.

Lawowanie − cieniowanie i nakładanie warstw koloru, często jednolitej barwy, za pomocą pędzla, piórka lub rapidografu. Technika ta ma na celu pogłębienie przestrzenności i plastyczności dzieła. Służy także do podkolorowania rysunku konturowego, wykonywania ciemnych partii (cieniowanie plamą) oraz stworzenia efektów światłocieniowych. Jest często stosowana przy malowaniu akwarelami, tuszem i pastelami.
Lawowanie daje bardzo dobre efekty przy malowaniu np. pejzaży, obrazów impresjonistycznych i wszystkich innych dzieł, wymagających pokazania głębi, perspektywy powietrznej, gry światła i cienia oraz zjawisk atmosferycznych (deszcz, mgła).
Delikatny, cienki papier nie nadaje się do stosowania na nim tej techniki, wykazuje on tendencję do szybkiego zużywania się. Najlepszy jest średnioziarnisty papier czerpany, karton, wsiąkliwy papier akwarelowy oraz płótno.

## Lawowanie stopniowe
Lawowanie, w którym odcienie kolorów łagodnie przechodzą z jasnego w ciemny lub na odwrót. Stosuje się je między innymi przy malowaniu perspektywy powietrznej. Najczęściej polega ono na nakładaniu, z jednoczesnym stopniowym rozcieńczaniem, kolejnych warstw koloru.

## Lawowanie wielobarwne
Lawowanie, w którym używa się wielu kolorów, tak aby nie tworzyły oddzielnych plam, lecz wpływały na siebie, tworząc kolor wynikowy.

Lawowanie - akwarela/tusz

## Lawowanie suche
Suche lawowanie polega na nakładaniu na duże powierzchnie równego, jednolitego odcienia pigmentu. Uzyskuje się w ten sposób łagodne przejścia między płaszczyznami poszczególnych kolorów. Można dzięki temu ukazać subtelne efekty atmosferyczne. Suchy pigment uzyskuje się ze sproszkowanej pałeczki pastelowej.

## Obrazy namalowane przy użyciu techniki lawowania
- Gisela Van Oepen − Kraj Wschodzącego Słońca
- Miles E. Cotman − Cisza, 1840-1849
- Jane Giffors − Ulica w Madrasie
- Julian Gregg − Poppit Sands, Cardigan
- Robert Tilling − Światło przy odpływie